# Роже П'янтоні
Роже П'янтоні (фр. Roger Piantoni; 26 грудня 1931, Етен — 26 травня 2018, Нансі) — французький футболіст італійського походження, що грав на позиції нападника та півзахисника. Відомий, зокрема, виступами за «Нансі», «Реймс», а також національну збірну Франції.

## Клубна кар'єра
Роже П'янтоні був останнім з великих інсайдерів європейського футболу, що грав перед появою нових ігрових схем 4-2-4 та 4-3-3, які встановиди нові ролі та нову термінологію. Вперше впізнаваним він став «Нансі», де у 1953 році став фіналістом Кубка Франції. У 1957 році Роже перейшов до «Реймса», з яким здобув більшість своїх трофеїв, став фіналістом Кубка європейських чемпіонів сезону 1958–59, віддавши перемогу мадридському «Реалу». Зв'язка двох лівофлангових нападників П'янтоні та Жана Венсана гриміла тоді на всю Європу. Завершив кар'єру в футбольному клубі «Ніцца» у 1966 році.
В Лізі 1 забив 203 м'ячі у 394 іграх. Це шостий показник в історії цього турніру. Більше голів забивали: Деліо Онніс (299), Бернар Лякомб (255), Ерве Ревеллі (216), Роже Куртуа (210) і Тадеуш Сизовський (206). В сезонах 1950-51 і 1960-61 — найвлучніший гравець чемпіонату Франції (27 і 28 забитих м'ячів відповідно).

## Виступи за збірну
П'янтоні провів за збірну Франції 38 ігор, забивши дебютний гол у першому ж матчі 16 листопажа 1952 проти Ірландії на 67-й хвилині. У складі збірної Франції він здобув бронзові нагороди Чемпіонату світу 1958. П'янтоні відзначився і в останньому матчі за національну команду граючи проти збірної Фінляндії дев'ять років потому.

## Титули і досягнення
«Нансі»
- Чемпіонат Франції
  - Найкращий бомбардир (1): 1950–51
- Кубок Франції
  - Фіналіст (1): 1952–53

 «Реймс»
- Чемпіонат Франції
  - Чемпіон (3): 1957–58, 1959–60, 1961–62
  - Срібний призер (1): 1962–63
  - Найкращий бомбардир (1): 1960–61
- Кубок Франції
  - Володар (1): 1957–58
- Суперкубок Франції
  - Володар (2): 1958, 1960
- Кубок європейських чемпіонів
  - Фіналіст (1): 1958–59

 Збірна Франції
- Чемпіонат світу
  - Бронзовий призер (1): 1958

## Статистика
Статистика виступів в офіційних матчах:
| Сезон             | Команда           | Чемпіонат | Чемпіонат | Чемпіонат | Кубок | Кубок | Кубок чемпіонів | Кубок чемпіонів | Збірна | Збірна |
| Сезон             | Команда           | Ліга      | Ігри      | Голи      | Ігри  | Голи  | Ігри            | Голи            | Ігри   | Голи   |
| ----------------- | ----------------- | --------- | --------- | --------- | ----- | ----- | --------------- | --------------- | ------ | ------ |
| 1950/51           | «Нансі»           | Д-1       | 28        | 27        | 5     | 7     | —               | —               | —      | —      |
| 1951/52           | «Нансі»           | Д-1       | 29        | 11        | 1     | 1     | —               | —               | —      | —      |
| 1952/53           | «Нансі»           | Д-1       | 29        | 7         | 5     | 2     | —               | —               | 3      | 1      |
| 1953/54           | «Нансі»           | Д-1       | 31        | 8         | 5     | 1     | —               | —               | 5      | 3      |
| 1954/55           | «Нансі»           | Д-1       | 32        | 12        | 4     | 2     | —               | —               | 1      | 0      |
| 1955/56           | «Нансі»           | Д-1       | 34        | 17        | 5     | 5     | —               | —               | 6      | 5      |
| 1956/57           | «Нансі»           | Д-1       | 34        | 9         | 6     | 4     | —               | —               | 5      | 3      |
| 1957/58           | «Реймс»           | Д-1       | 32        | 17        | 6     | 6     | —               | —               | 10     | 4      |
| 1958/59           | «Реймс»           | Д-1       | 30        | 20        | 2     | 3     | 9               | 5               | 1      | 0      |
| 1959/60           | «Реймс»           | Д-1       | 26        | 18        | 4     | 0     | —               | —               | 2      | 0      |
| 1960/61           | «Реймс»           | Д-1       | 36        | 28        | 4     | 4     | 4               | 2               | 3      | 1      |
| 1961/62           | «Реймс»           | Д-1       | 18        | 16        | 1     | 0     | —               | —               | 1      | 1      |
| 1962/63           | «Реймс»           | Д-1       | 5         | 3         | 1     | 0     | 1               | 0               | —      | —      |
| 1963/64           | «Реймс»           | Д-1       | 14        | 4         | 3     | 3     | —               | —               | —      | —      |
| 1964/65           | «Ніцца»           | Д-2       | 26        | 11        | 7     | 3     | —               | —               | —      | —      |
| 1965/66           | «Ніцца»           | Д-1       | 16        | 6         | 0     | 0     | —               | —               | —      | —      |
| Усього за кар'єру | Усього за кар'єру | Д-1       | 394       | 203       | 59    | 41    | 14              | 7               | 37     | 18     |
| Усього за кар'єру | Усього за кар'єру | Д-2       | 26        | 11        | 59    | 41    | 14              | 7               | 37     | 18     |